# Антон Брецель
Антон Брецель (словен. Anton Brecelj; 9 червня 1875 — 22 вересня 1943) — словенський та югославський лікар, політик, письменник і публіцист.

## Біографія
Вивчав медицину в Ґрацькому університеті (Австрія). У студентські роки брав участь в католицькому русі. З 1903 по 1918 рік проживав і працював в місті Гориця в Австро-Угорщині (нині місто Горіція, Італія). Був одним із лідерів християнських соціалістів, які на той час були в опозиції до Словенської народної партії, Президентом Християнсько-соціального товариства і засновником асоціації «Lasten dom», яка виступала за будівництво житла для робітників.
У 1920 році Антон Брецель переїхав до Любляни, де працював лікарем-педіатром і терапевтом, а також продовжував займатися активною політичною діяльністю.
З 1941 року був членом президії Визвольного фронту словенського народу.
Його сини — Маріян Брецель, голова СР Словенії та Народний герой Югославії, і Богдан Брецель, відомий лікар-хірург, доктор медичних наук, професор, полковник ЮНА і Герой Соціалістичної Праці СФРЮ, один із особистих лікарів Йосипа Броза Тіто.

## Публікації
Широко відомий як автор книг про охорону здоров'я, особливо з питань боротьби з туберкульозом, про дарвінізм (в 1898—1901 роках), про ситуацію в цій галузі у Словенії, висвітлював проблеми соціальної медицини та різних професійних питань (1919—1925). Опублікував низку науково-популярних статей з питань охорони здоров'я, а також на політичну, культурно-освітню та моральну тематику (1923—1925).

## Вибрані твори
- Čuda in tajne življenja
- O zdravju in boleznih
- O viru življenja
- O spolni vzgoji
- Družina in zdravje
- Jetiki-boj!
- Oskrba vojnih oškodovancev
- Zdrav kolikor hočeš
- Goriški slavček
- Zdravstvene zadeve v Julijski krajini
- Mladinsko skrbstvo in zdravstvo v Sloveniji
- Zdravnikovi spomini
- Ruska iskustva o splavljanju